# Col·legi Ildefons Cerdà (Centelles)
El Col·legi Ildefons Cerdà és un monument noucentista de Centelles (Osona) inclòs en l'Inventari del Patrimoni Arquitectònic Català.

## Descripció
Es tracta d'un conjunt de tres naus unides per un altre edifici per la banda del darrere. Les dues naus laterals són de pedra rectangular i la central és un pavelló de major alçada destinada a capella. És notòria l'austeritat en el treball dels diferents elements i els pocs que hi ha estan realitzats amb materials senzills com les totxanes.
Les bases dels edificis són de pedra, així com el mur que encercla l'escola on hi ha una entrada de ferro forjat. Hi ha un equilibri entre les formes rectilínies i les circulars que tenen un caràcter més decoratiu.
Aquest col·legi és un clar exemple d'estil noucentista. Porta el nom del famós enginyer i urbanista, nat en una de les masies del terme. L'edifici recull les característiques necessàries de tota escola: grans finestrals, pati espaiós i mur de seguretat. En l'aspecte formal cal destacar la seva austeritat així com la puresa i simplicitat dels seus diferents elements.